# Neotherina imperilla
Neotherina imperilla là một loài bướm đêm trong họ Geometridae.